# Johan van Angelbeek
Johan Gerard van Angelbeek, (12 septembre 1727 à Wittmund - 2 septembre 1799 à Colombo)  était le dernier gouverneur du Ceylan néerlandais.
Il avait la responsabilité des forces hollandaises sur l'île de Ceylan pendant la dernière année de la colonie de l'Empire colonial néerlandais avant que l'île ne fut conquise par un corps expéditionnaire britannique.

## Contexte histoire
De 1658 à 1796, l'île du Sri Lanka était partiellement contrôlé par les Provinces-Unies en tant que Ceylan néerlandais. La première arrivée des Néerlandais à Ceylan date de 1602, l'île était partiellement sous le contrôle du Royaume du Portugal, en tant que Ceylan portugais. En 1658, après une alliance avec le Royaume de Kandy, les Néerlandais les avaient complètement chassés de l'île. 
Entre 1505 et 1658, les Portugais avaient le contrôle des côtes mais pas de l'intérieur de l'île. Bouddhistes, hindous et musulmans avaient eu à souffrir des persécutions religieuses sous la loi portugaise, les Néerlandais étaient plus intéressés dans le commerce que dans la conversion chrétienne des populations. Ceylan resta un comptoir majeur du commerce néerlandais jusqu'à sa prise par les Anglais en 1796. L'importance venait de sa position, à mi-chemin entre les colonies néerlandaises d'Indonésie et celles du Cap.

## Biographie

### Entre 1754 à 1796
Van Angelbeek est né en Frise orientale en 1727. À partir de 1754, il commença à voyager en Inde et à Djakarta , avant de retourner aux Pays-Bas en 1755. En 1756, il rejoignit la compagnie des  Compagnie néerlandaise des Indes orientales. Il navigua pour retrouver l'océan Indien et servir comme marchand à Batavia et à Bengal. En 1764, il prit une position officielle dans la capitale du Ceylan hollandais à Colombo et en 1767 s'installa au port de Tuticorin en Inde, servant de Koopman et il devint finalement un haut fonctionnaire du port en 1770, une fonction qu'il gardera jusqu'en 1783. En 1783, Van Angelbeek est nommé gouverneur de Malabar et, en 1787, il est nommé gouverneur des Indes orientales néerlandaises. 
En 1794, durant les guerres de la Révolution française, Van Angelbeek prit le commandement de la colonie hollandaise de Ceylan, lorsqu'un corps expéditionnaire britannique arriva l'année suivante. La plupart des ports hollandais tombèrent rapidement, Colombo fut le dernier à capituler en février 1796.

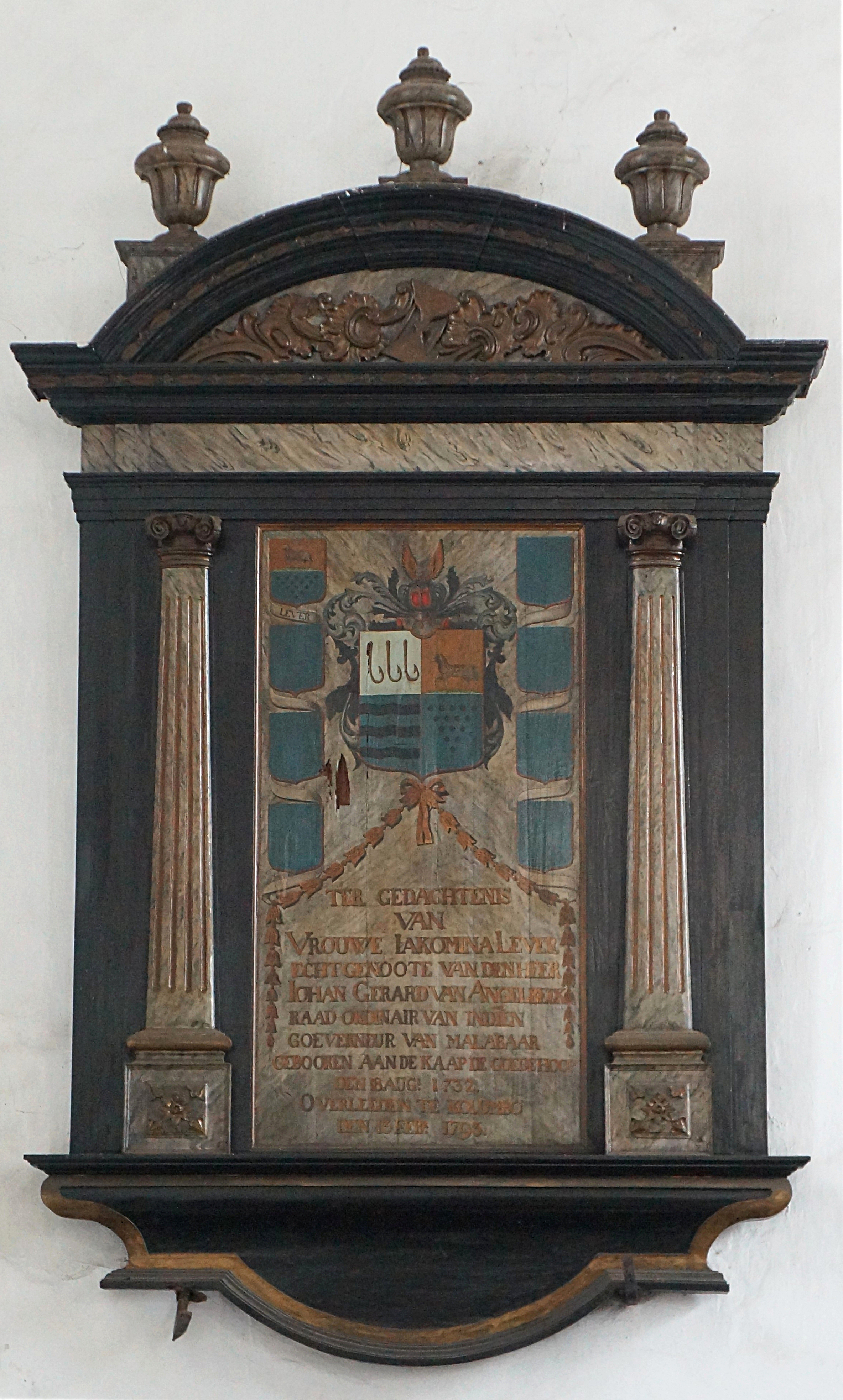
Ex-voto à la mémoire de Lady Iakomina Lever épouse du gouverneur Johan Gerard van Angelbeek.- Colombo

### Entre 1796 à 1799
Il résida à Colombo pendant l'occupation britannique, jusqu'à sa mort en 1799. Ce fut le dernier gouverneur hollandais de la colonie, les Britanniques la conservèrent pendant 152 ans. Il était marié à Jacomina Lever avec laquelle il eut deux enfants, son fils Christian et son gendre Willem Jacob van de Graaf occupèrent une place prépondérante dans l'administration des colonies néerlandaises de l'océan Indien .